# لغز عشتار: الألوهة المؤنثة وأصل الدين والأسطورة
لغز عشتار: الألوهة المؤنثة وأصل الدين والأسطورة هو كتاب للباحث السوري في المثيولوجيا وتاريخ الأديان فراس السواح، صدرت الطبعة الأولى عن دار علاء الدين عام 1985.
في هذا الكتاب يبحث فراس السواح في المنبع الأول للدين والأسطورة من خلال تحليله لتجليات الأم الكبرى من الألف العاشر قبل الميلاد، حيث كانت هي الصورة الأولى للإله من بدايات تحول الإنسان للزراعة إلى أن بدأت الإلوهة المذكرة في فرض نفسها على التاريخ الإنساني من خلال الانقلاب البطريركي على المجتمع الأنثوي فتحولت الألوهة المؤنثة إلى مجرد تابع إلى أن تم تهميش دورها بشكل كبير في التجلي الأخير لها.
1. ↑  "لغز عشتار : الألوهه المؤنثه واصل الدين والأسطوره ط 1". مؤرشف من الأصل في 2024-08-10.
2. ↑  "من يكشف لغز عشتار؟". مؤرشف من الأصل في 2023-06-05.